# Gabrielle Meyer
Gabrielle Solange Meyer (verheiratete Morère; * 10. Mai 1947 in Toulouse; † 18. November 2018 in Lévignac) war eine französische Sprinterin.
Bei den Europameisterschaften 1966 in Budapest wurde sie Achte in der 4-mal-100-Meter-Staffel. Über 200 Meter schied sie im Halbfinale und über 100 Meter aus. 1967 siegte sie bei der Universiade über 200 Meter und gewann Silber über 100 Meter.
Bei den Olympischen Spielen 1968 in Mexiko-Stadt wurde sie Achte in der 4-mal-100-Meter-Staffel und erreichte über 100 Meter das Viertelfinale.
Im Jahr darauf wurde sie bei den Europameisterschaften 1969 in Athen Fünfte über 200 Meter und Vierte in der 4-mal-100-Meter-Staffel. 1970 schied sie bei den Halleneuropameisterschaften in Wien über 60 Meter im Vorlauf aus. Bei den Europameisterschaften 1971 in Helsinki wurde sie Siebte in der 4-mal-100-Meter-Staffel und schied über 200 Meter im Halbfinale aus.
Dreimal wurde sie Französische Meisterin über 100 Meter (1965–1967) und zweimal über 200 Meter (1965, 1966).

## Persönliche Bestzeiten
- 100 m: 11,55 s, 16. Oktober 1967, Mexiko-Stadt
- 200 m: 23,7 s, 17. Oktober 1967, Mexiko-Stadt